# 益田愛子
益田 愛子（ますだ あいこ、1925年8月25日 - ）は、日本の女優。希楽星所属。
東京都出身。身長159 cm。体重50 kg。かつては劇団文化座、新東宝、久世七曜会、俳協、マエダ企画に所属していた。特技は江戸下町弁、日舞、ソシアルダンス。

## 人物
2021年に95歳で出演したミツカン「OSU」のCMがSNSを中心に話題となり、商品は入荷してもすぐに売り切れてしまうほどの人気商品となった。また、CMでは星美智子（当時93歳）、益田と同じく希楽星に所属する奥野匡（当時92歳）も出演していた。

## 出演

### テレビドラマ
- OLクラブ
- 娘屋の話
- 5億円を追え
- 特別機動捜査隊 第256話「川のある町」（1966年9月21日、テレビ朝日）[4]
- 東芝日曜劇場（TBS）
  - そのまた春や春（1967年1月1日）[5]
  - みずぐるま（1967年5月7日）[6]
  - どっきり花嫁 第2回（1969年6月1日）[7]
  - ありがとう私をお嫁さんにしてくれて・・・（1970年2月22日）[8]
  - 誰も知らない愛（1975年10月12日） - 仲人 役[9]
  - 母の待人（1976年2月1日）[10]
  - あの日あなたは…（1977年4月3日） - 客 役[11]
  - ああめぐり逢い（1982年9月12日）[12]
- レモンのような女 第2話（1967年5月17日、TBS）[13]
- Gメン'75 第302話「露天風呂に浮かんだ白い死体」（1981年） - 質屋夫婦（妻） 役
- 連続テレビ小説（NHK）
  - あしたこそ（1968年4月1日 - 1969年4月5日）
  - マー姉ちゃん 第97話（1979年7月23日） - カネ 役
  - おしん 第206話（1983年12月6日） - 主婦 役[14]
  - 君の名は第54話・第56話・第57話・第70話・第97話 - 第99話・第102話（1991年6月1日・6月4日・6月5日・6月20日・7月22日 - 7月24日・7月27日） - 田上うらら子 役[15]
  - 天うらら（1998年4月6日 - 10月3日） - 松下松子 役
  - ゲゲゲの女房 第22話（2010年4月22日） - 列車の乗客 役[16]
- ウルトラセブン 最終話（1968年9月8日、TBS） - 由美と秋夫の母親 役[17]
- 時間ですよ 第18話（1970年6月3日、TBS）[18]
- 柔道一直線 第60話（1970年8月23日、TBS）[19]
- 火曜日の女シリーズクラスメート-高校生ブルース- 第2話・第5話（1971年4月6日・4月27日、日本テレビ）[20]
- 肝っ玉かあさん 第81話（1971年5月13日、TBS）[21]
- 「冬の華」第5話（1971年9月30日、TBS）[22]
- さぼてんとマシュマロ 第16話（1972年1月16日、日本テレビ）[23]
- なんたって18歳! 第47話（1972年8月22日、TBS）[24]
- 遠山の金さん捕物帳 第129話（1972年12月24日、テレビ朝日）[25]
- 子連れ狼（日本テレビ）
  - 第1シリーズ 第3話（1973年4月15日）[26]
  - 第3シリーズ 第5話（1976年5月2日）[27]
- 「コチャバンバ行き」（1973年9月8日、NHK）[28]
- 荒野の素浪人 第2シリーズ 第16話（1974年4月16日、テレビ朝日）[29]
- 華麗なる一族（1974年10月1日 - 1975月3月25日、テレビ朝日） - 大川和代 役[30]
- もうひとつの春 第9話・第10話（1975年5月29日・6月5日、TBS）[31]
- 少年探偵団 第1話・第2話（1975年10月4日・10月11日、日本テレビ） - キャシーをあずかっている人 役[32]
- あかんたれ 第8話（1976年10月20日、東海テレビ）[33]
- 大江戸捜査網（テレビ東京）
  - 第166話（1976年11月20日）[34]
  - 第597話（1983年5月28日）[35]
- すぐやる一家青春記 第9話（1977年8月30日、TBS）[36]
- 白い荒野 第7話・第8話（1977年11月18日・11月25日、TBS）[37]
- 新五捕物帳（日本テレビ）
  - 第13話（1978年1月10日）[38]
  - 第54話（1979年1月16日） - 暦売りの母親 役[39]
- 魂の試される時 第4話・第7話・第8話（1978年2月25日・3月18日・3月25日、フジテレビ）[40]
- 球形の荒野 第2話（1978年3月18日、フジテレビ）[41]
- 女と味噌汁 第36作（1978年5月7日、TBS） - 店員 役[42]
- 大河ドラマ 草燃える 第3話（1979年1月21日、NHK） - つづら 役[43]
- 噂の刑事トミーとマツ 第8話「きまった!トミーの投げ銭」（1979年12月5日） - 北町夫人
- 平岩弓枝ドラマシリーズ（フジテレビ）
  - 江戸紫の女（1979年5月9日）[44]
  - 花祭（1982年6月9日 - 10月6日）[45]
- 特捜最前線（テレビ朝日）
  - 第202話（1981月3日18日）[46]
  - 第323話（1983年7月27日）[47]
- 新ハングマン 第1話（1983年7月29日、テレビ朝日）[48]
- 月曜ワイド劇場　おさな妻 私を抱いて…16歳の初夜（1983年8月8日、テレビ朝日）[49]
- 土曜ワイド劇場（テレビ朝日）
  - 家路の果て（1985年3月30日）[50]
  - 殺意の終着駅（1987年1月31日）[51]
  - 俺たちの世直し強盗 第2作（1997年1月4日） - 宗教法人「神の石の会」の会員 役[52]
- ドラマ人間模様 樋口一葉～われは女成りけるものを… 第4話（1985年12月14日、NHK）[53]
- 武蔵坊弁慶 第14話（1986年7月30日、NHK） - 庵主 役
- 「なつかしい春が来た」（1988年1月3日、フジテレビ）[54]
- 続イキのいい奴（1988年4月6日 - 1988年7月6日、NHK）[55]
- 銀河テレビ小説
  - 総務部総務課山口六平太（1988年7月25日 - 1988年8月12日、NHK） - 宮脇良枝 役[56]
- 誘惑（1990年4月13日 - 6月29日、TBS）[57]
- 年末年始 ザ・ホスピタル（1990年12月29日、TBS）[58]
- 街　第3作（1991年1月25日、フジテレビ）[59]
- 天使の誕生（1991年3月20日、日本テレビ）
- 月曜・女のサスペンス 札束は死と消えて いちばん優しかったあなたに（1992年1月20日、テレビ東京）
- 女事件記者立花圭子（1992年4月9日 - 1992年6月18日、テレビ朝日）
- 金曜エンタテイメント　これから 海辺の旅人たち（1993年5月21日、フジテレビ）[60]
- 課長島耕作 第1作（1993年9月17日、フジテレビ）[61]
- 女たちの戦争 忘れられた戦後史 進駐軍慰安命令（1995年8月18日、フジテレビ）
- 木曜の怪談 怪奇倶楽部 中学生篇　第12話（1996年7月25日、フジテレビ）[62]
- 20歳の結婚 第8話（2000年8月24日、TBS）
- 上海タイフーン 第1話 - 第3話・最終話（2008年9月13日 - 9月27日・10月18日、NHK）[63]
- 女子刑務所東三号棟 第8作（2010年6月21日、TBS）[64]
- 強行帰国〜忘れ去られた花嫁たち〜（2012年10月1日、TBS）[65]
- ガリレオXX 内海薫最後の事件 愚弄ぶ（2013年6月22日、フジテレビ）[66]
- 天誅〜闇の仕置人〜第5話（2014年2月21日、フジテレビ）[67]
- サイレント・プア　第8話（2014年5月27日、NHK）[68]
- ヒガンバナ〜女たちの犯罪ファイル（2014年10月24日、日本テレビ） - 高齢者詐欺被害者 役[69][70]
- 偽装の夫婦　第3話（2015年10月21日、日本テレビ）
- 闇の伴走者　第1シリーズ 第1話（2015年4月11日、WOWOW）[71] - 園田貴美子の母 役
- フラジャイル　最終話（2016年3月16日、フジテレビ）[72]
- ゆとりですがなにか第1話（2016年4月17日、日本テレビ）
- 大恋愛〜僕を忘れる君と第3話（2018年10月26日、TBS） - 三並 役
- ザンビ　第1話・第2話（2019年1月23日・1月30日、日本テレビ） - 老婆 役
- 初めて恋をした日に読む話　第9話（2019年3月12日、TBS）

### 映画
- 水で書かれた物語（1965年11月23日） - 橋本光枝 役
- 女のみづうみ（1966年8月27日）- はるみの母 役
- 白い肌の狩人 蝶の骨（1978年9月23日）- 大森 役
- 男はつらいよ 翔んでる寅次郎（1979年8月4日）
- 軽井沢夫人（1982年8月6日）
- 任侠ヘルパー」（2012年11月17日）
- 最近、妹のようすがちょっとおかしいんだが。（2014年5月17日）
- あやしい彼女（2016年4月1日）
- TOO YOUNG TO DIE! 若くして死ぬ　（2016年6月25日）
- 二重生活（2016年6月25日）
- 友罪（2018年5月25日）
- わたしは光をにぎっている（2019年11月15日）

### 舞台
- カラールのおかみさんの鎧
- 怒りの夜
- どん底
- 玄海灘
- 絵のない地図
- 五月
- 阿Q西伝

### CM
- ミツカン「OSU」（2021年）[3]

### その他
- あしたへジャンプ（1986年4月7日 - 1996年3月13日、NHK教育テレビジョン）
- さんすう刑事ゼロ　第17話（2014年1月20日、NHK教育テレビジョン） - 安井の被害に遭った女性 役[73]
- 子ども安全リアル・ストーリー　第3話（2015年8月6日、NHK教育テレビジョン） - ハナ 役[74]

## 方言指導
- 「親子鷹」
- ドラマ人間模様（NHK）
  - 「國語元年」（1985年6月8日 - 7月6日）
  - 「樋口一葉～われは女成りけるものを…」（1985年11月23日 - 12月21日、NHK）[53]
- 連続テレビ小説「はね駒」（1986年4月7日 - 10月4日、NHK）
- 「イキのいい奴」（1987年1月7日 - 1987年3月11日）[75]
- 「四千万歩の男・伊能忠敬」（2001年1月1日）
- 「またも辞めたか亭主殿 〜幕末の名奉行・小栗上野介〜」（2003年1月1日、NHKデジタル衛星ハイビジョン） - 江戸ことば指導[76]
- 「菊亭八百善の人びと」（2004年3月29日 - 2004年5月17日、NHK） - 江戸ことば指導[77]
- 「菊次郎とさき」（テレビ朝日）